# Partido Evangélico Popular (Países Bajos)
El Partido Popular Evangélico (neerlandés: Evangelische Volkspartij, EVP) fue un partido político protestante progresista minoritario de los Países Bajos. Es uno de los partidos predecesores del actual GroenLinks.

## Historia
El EVP fue fundado en marzo de 1981 por miembros de la Llamada Demócrata Cristiana (CDA), que se unieron en la facción "No solo de pan" (neerlandés: Niet bij Brood Alleen) y miembros del Partido Evangélico Progresista, que previamente habían abandonado el protestante Partido Antirrevolucionario. Ambos grupos se oponían a la formación del CDA y a su orientación conservadora.
Tras ganar un escaño en las elecciones generales de 1982 (no fue capaz de conseguirlo en 1981), el partido se unió a la oposición. El partido se dividió entre un ala izquierda y un ala centrista. El ala izquierdista quería cooperar con el Partido Político de Radicales (que se había separado del Partido Popular Católico en 1968) y sus aliados de izquierda, el Partido Socialista Pacifista y el desestalinizado Partido Comunista de los Países Bajos. El EVP era más reservado hacia el CPN. Mientras que el ala centrista quería cooperar con el Partido del Trabajo y el CDA. Aunque algunos miembros estaban dispuestos a formar parte de la coalición Acuerdo Verde Progresista, el congreso del partido rechazó entrar en la coalición con el CPN, PSP y PPR para las elecciones al Parlamento Europeo de 1984.
Después de que el partido perdiera su único escaño en las elecciones de 1986, la cooperación con otros partidos se volvió más importante. Para las elecciones de 1989, el Partido Político de Radicales (PPR), el Partido Socialista Pacifista (PSP) y el Partido Comunista de los Países Bajos (CPN) iniciaron una lista común, GroenLinks. El EVP dudó en unirse, y solo después de que concluyeron las conversaciones optó por entrar. Obtuvo un candidato en las listas por la undécima posición que no fue electo. En 1991, el partido se disolvió oficialmente en GroenLinks. Miembros prominentes del EVP se involucraron en el ala izquierda Cheek, una plataforma para el Nuevo Testamento y la política. Esta plataforma todavía existe, pero solo tiene una importancia limitada dentro del partido.

### Relación con otros partidos
El partido mantenía buenas relaciones con el PPR, que también tenía sus raíces en la democracia cristiana y defendía los ideales ecologistas. También mantenía buenas relaciones con el Partido del Trabajo, de tendencia socialdemócrata, y el PSP. En 1989, se inclinó por el PPR y el PSP, uniendose en la Coalición GroenLinks, junto con el CPN, un partido hacia el cual el EVP mantenía una postura más reservada debido a su ateísmo, su alineamiento con las dictaduras comunistas y su organización centralizada.

## Ideología y programa
El partido combinó ideas de izquierda con un programa verde, inspirado en el Nuevo Testamento. El Sermón de la Montaña fue una importante inspiración para el partido. Este sermón se consideraba un imperativo evangélico para crear una sociedad donde imperaran la justicia, la paz y la solidaridad. Temas importantes para el partido fueron:
- Política exterior pacifista, especialmente la oposición al emplazamiento de armas nucleares.
- Buscaba formular una alternativa tanto al capitalismo como al comunismo. Proponía una economía de la suficiencia, en la que se redistribuirían los ingresos, la gente tendría más descanso (por ejemplo, mediante un año sabático financiado por el gobierno para todos) y se limitaría el daño al medio ambiente .
- El partido era progresista en cuestiones sociales y éticas, como los derechos de los homosexuales y el aborto.

## Resultados electorales

### Cámara de los Representantes
Resultados en la Cámara de Representantes de los Estados Generales.
|  | 0.52 % |

|  | 0.69 % |

|  | 0.24 % |

|  | 4.07 % |

### Elecciones europeas
| Elección | Candidato            | Votos        | %               | Escaños |
| -------- | -------------------- | ------------ | --------------- | ------- |
| 1989     | Herman Verbeek (PPR) | 365,535 (#4) | \| \| 6.97 % \| | 2/25    |
|          | 6.97 %               |              |                 |         |

## Dirigentes

### Presidencia
| Nombre | Nombre              | Período en el cargo   | Período en el cargo   |
| Nombre | Nombre              | Inicio                | Final                 |
| ------ | ------------------- | --------------------- | --------------------- |
|        | M.H.L. Westrate sr. | 7 de marzo de 1981    | 13 de febrero de 1982 |
|        | WB Herstel          | 13 de febrero de 1982 | mayo de 1986          |

### Secretaría general
| Nombre | Nombre                           | Período en el cargo     | Período en el cargo     |
| Nombre | Nombre                           | Inicio                  | Final                   |
| ------ | -------------------------------- | ----------------------- | ----------------------- |
|        | J. Brinkman (secretaria interna) | 7 de marzo de 1981      | 13 de febrero de 1982   |
|        | T. Robbemond                     | 13 de febrero de 1982   | 19 de febrero de 1983   |
|        | C.A. de Leeuw den Bouter         | 19 de febrero de 1983   | 14 de abril de 1984     |
|        | B. Bruggeman                     | 14 de abril de 1984     | 27 de abril de 1985     |
|        | J. Loosman (en funciones)        | 27 de abril de 1985     | 23 de noviembre de 1985 |
|        | J. van den Berg                  | 23 de noviembre de 1985 | mayo de 1986            |